# Roy van den Berg
Roy van den Berg (Kampen, 8 settembre 1988) è un pistard e ciclista di BMX olandese, campione olimpico della velocità a squadre su pista ai Giochi di Tokyo 2020 e Parigi 2024, nonché vincitore di cinque titoli mondiali nella velocità a squadre e di sei titoli europei di specialità.

## Carriera
Nel 2021 ha vinto la medaglia d'oro nella velocità a squadre, assieme ai compagni di nazionale Harrie Lavreysen, Jeffrey Hoogland e Matthijs Büchli, ai Giochi olimpici di Tokyo. Con Lavreysen e Hoogland detiene, in 41"225, il record del mondo della disciplina, realizzato a Berlino nel corso della finale dei campionati del mondo del 2020. Tra il 2012 e il 2015 aveva abbandonato la carriera su pista per dedicarsi alla BMX (suo primo sport fino al 2009) e al calcio, giocando come terzino destro dopo aver perso 18 chili di peso.

## Palmarès

### Pista
- 2010

Campionati olandesi, Velocità
Campionati olandesi, Keirin
- 2011

Campionati olandesi, Keirin
- 2017

Dublin International, Velocità
Campionati olandesi, Velocità a squadre (con Theo Bos e Matthijs Büchli)
- 2018

5ª prova Coppa del mondo 2017-2018, Velocità a squadre (Minsk, con Theo Bos e Matthijs Büchli)
Campionati europei, Velocità a squadre (con Jeffrey Hoogland e Harrie Lavreysen)
1ª prova Coppa del mondo 2018-2019, Velocità a squadre (Saint-Quentin-en-Yvelines, con Jeffrey Hoogland e Sam Ligtlee)
4ª prova Coppa del mondo 2018-2019, Velocità a squadre (Londra, con Harrie Lavreysen, Matthijs Büchli e Jeffrey Hoogland)
Campionati olandesi, Chilometro a cronometro
Campionati olandesi, Velocità a squadre (con Theo Bos e Matthijs Büchli)
- 2019

Campionati del mondo, Velocità a squadre (con Harrie Lavreysen, Matthijs Büchli e Jeffrey Hoogland)
Giochi europei, Velocità a squadre (con Harrie Lavreysen, Nils van 't Hoenderdaal e Jeffrey Hoogland)
Campionati europei, Velocità a squadre (con Harrie Lavreysen, Matthijs Büchli e Jeffrey Hoogland)
3ª prova Coppa del mondo 2019-2020, Velocità a squadre (Hong Kong, con Jeffrey Hoogland e Harrie Lavreysen)
- 2020

Campionati del mondo, Velocità a squadre (con Harrie Lavreysen, Matthijs Büchli e Jeffrey Hoogland)
- 2021

Giochi olimpici, Velocità a squadre (con Harrie Lavreysen, Matthijs Büchli e Jeffrey Hoogland)
Campionati europei, Velocità a squadre (con Harrie Lavreysen, Jeffrey Hoogland e Sam Ligtlee)
Campionati del mondo, Velocità a squadre (con Harrie Lavreysen e Jeffrey Hoogland)
- 2022

2ª prova Coppa delle Nazioni, Velocità a squadre (Milton, con Jeffrey Hoogland, Sam Ligtlee e Tijmen van Loon)
Campionati europei, Velocità a squadre (con Jeffrey Hoogland e Harrie Lavreysen)
- 2023

Campionati europei, Velocità a squadre (con Jeffrey Hoogland, Harrie Lavreysen e Tijmen van Loon)
Coppa delle Nazioni, Velocità a squadre, (Cairo, con Harrie Lavreysen e Jeffrey Hoogland)
Campionati del mondo, Velocità a squadre (con Harrie Lavreysen e Jeffrey Hoogland)
- 2024

Campionati europei, Velocità a squadre (con Jeffrey Hoogland, Harrie Lavreysen e Tijmen van Loon)
Coppa delle Nazioni, Velocità a squadre, (Milton, con Harrie Lavreysen e Jeffrey Hoogland)
Giochi olimpici, Velocità a squadre (con Harrie Lavreysen e Jeffrey Hoogland)
Campionati del mondo, Velocità a squadre (con Harrie Lavreysen e Jeffrey Hoogland)

### BMX
- 2008

Campionati olandesi, Prova Elite

## Piazzamenti

### Competizioni mondiali
- Campionati del mondo su pista

Ballerup 2010 - Velocità a squadre: 8º
Ballerup 2010 - Velocità: 25º
Ballerup 2010 - Keirin: 21º
Apeldoorn 2011 - Velocità a squadre: 7º
Apeldoorn 2011 - Velocità: 20º
Apeldoorn 2011 - Keirin: 31º
Melbourne 2012 - Velocità a squadre: 7º
Melbourne 2012 - Velocità: 29º
Pruszków 2019 - Velocità a squadre: vincitore
Berlino 2020 - Velocità a squadre: vincitore
Roubaix 2021 - Velocità a squadre: vincitore
Saint-Quentin-en-Yv. 2022 - Velocità a squadre: 2º
Glasgow 2023 - Chilometro: 13º
Glasgow 2023 - Velocità a squadre: vincitore
Ballerup 2024 - Velocità a squadre: vincitore
- Campionati del mondo di BMX

Adelaide 2009 - Elite: 9º
- Giochi olimpici

Tokyo 2020 - Velocità a squadre: vincitore
Parigi 2024 - Velocità a squadre: vincitore

### Competizioni continentali
- Campionati europei su pista

Pruszków 2010 - Velocità a squadre: 6º
Pruszków 2010 - Velocità: 8º
Apeldoorn 2011 - Velocità a squadre: 4º
Apeldoorn 2011 - Velocità: 15º
Saint-Quentin-en-Yvelines 2016 - Velocità a squadre: 9º
Saint-Quentin-en-Yvelines 2016 - Velocità: 2º
Saint-Quentin-en-Yvelines 2016 - Keirin: 13º
Berlino 2017 - Velocità a squadre: 3º
Glasgow 2018 - Velocità a squadre: vincitore
Apeldoorn 2019 - Velocità a squadre: vincitore
Grenchen 2021 - Velocità a squadre: vincitore
Monaco di Baviera 2022 - Velocità a squadre: vincitore
Grenchen 2023 - Velocità a squadre: vincitore
Apeldoorn 2024 - Velocità a squadre: vincitore
- Giochi europei

Minsk 2019 - Velocità a squadre: vincitore
Minsk 2019 - Chilometro a cronometro: 6º